# CIRAD
El CIRAD (Centre de coopération internationale en recherche agronomique pour le développement, en francés: «centro de cooperación internacional en investigación agronómica para el desarrollo») es un establecimiento público de carácter industrial y comercial (EPIC) francés creado en 1984 y especializado en la investigación agronómica aplicada a las regiones cálidas.
Su misión es contribuir al desarrollo rural de los países tropicales y subtropicales mediante investigación, experimentalos, acciones de formación (Francia y extranjero) o también con la difusión de información científica y técnica. Trabaja en cooperación con más de 90 países de África, Asia, el Pacífico, América Latina y Europa. Los distintos trabajos se realizan en centros propios, y en estructuras nacionales de búsqueda agronómica de los países socios.
En 2006, el CIRAD empleaba a 1850 personas de las que la mitad (950) son grupos de investigación en metrópolis o en el extranjero. En 2006, su presupuesto operativo anual era de 200 millones de euros. La financiación procedía en 2/3 del Presupuesto Civil de Investigación y Desarrollo tecnológico (BCRD) y 1/3 de recursos contractuales.
En Francia, el CIRAD posee un domicilio social en París y un centro de investigación en Montpellier, así como algunas estaciones en los DOM-TOM.
Las principales actividades del CIRAD de Montpellier son:
- la investigación: en interacción con los proyectos del terreno. El centro de Montpellier proporciona métodos científicos (análisis de los genomas, mejora de las plantas), técnicas (cultivo "in vitro", biología molecular, análisis mineral) y herramientas (bases de datos, estadísticas).
- prestaciones puestas a disposición de los investigadores y agricultores de las regiones cálidas (definición de enfermedades tropicales, elección de medios de lucha, selección varietal, análisis de madera, alimentos).
- peritaje: para proporcionar medios como la concepción y la evaluación de proyectos, o también el apoyo a las políticas de investigación agronómica nacionales e internacionales.
- formación: el centro acoge a más de 800 investigadores y técnicos cada año.
- información científica y técnica: realización de estudios, obras y CD-ROM.

Se divide en 3 departamentos de investigación:
1. Departamento Sistemas biológicos (BIOS)
2. Departamento Resultados de los sistemas de producción y transformación tropicales (PERSYST)
3. Departamento Medio ambiente y sociedades (ES)

Las actividades editoriales desde 2006 se confían a las ediciones Quæ, cuya sede es albergada por el INRA.